# Эшенроде (мыза)
Э́шенроде (нем. Eschenrode), также мы́за Ни́йтвялья (эст. Niitvälja poolmõis) — полумыза (имение) на севере Эстонии в волости Харку уезда Харьюмаа. Согласно историческому административному делению, относилась к приходу Кейла. 

## История
Мызу Эшенроде отделили от земель находящейся по соседству рыцарской мызы Легола (Лехола) в 1867 году. Это была полумыза, поэтому она не обладала правами и привилегиями дворянского поместья.
На военно-топографических картах Российской империи (1846—1863 годы) мыза обозначена как мз. Эшенроде, а также Нитвалья мойзъ.

## Мызный комплекс
Просто выглядящее одноэтажное главное здание из плитняка с вальмовой крышей возвели вскоре после основания мызы в 1860—1870 годах.
На сегодняшний день помимо главного здания сохранились и некоторые вспомогательные (хозяйственные) постройки мызы.

## Современное использование
В настоящее время на территории мызы в скотных и конюшенных помещениях действует база конного спорта, которая была основана в 1976 году.

## Фотографии
- Мыза Эшенроде (Нийтвялья) на сайте Ajapaik
- Главное здание мызы Эшенроде (Нийтвялья) на сайте Государственного регистра памятников культуры Эстонии
- Вспомогательные здания мызы Эшенроде (Нийтвялья) на сайте Государственного регистра памятников культуры Эстонии